# Società Sportiva Lanerossi Vicenza 1977-1978
(Giovan Battista Fabbri, allenatore del Lanerossi Vicenza tra il 1976 e il 1979.)
Questa voce raccoglie le informazioni riguardanti la Società Sportiva Lanerossi Vicenza nelle competizioni ufficiali della stagione 1977-1978.
Per le prestazioni offerte in campionato nel corso di quell'annata, che garantirono al club berico ampi consensi da parte di pubblico e critica nonché il secondo posto in campionato, ci si riferisce alla rosa biancorossa del tempo con l'appellativo di Real Vicenza – in seguito divenuto anche il nome di una seconda squadra cittadina.

## Stagione

Il difensore biancorosso Giuseppe Lelj in elevazione nella gara interna contro la del 22 gennaio 1978 (0-0), che fece segnare il record di spettatori allo stadio Romeo Menti con 31023 presenze.

Riguadagnata la Serie A dopo due anni di purgatorio, il Lanerossi Vicenza, con Giovan Battista Fabbri confermato alla guida della squadra, si presentò ai nastri di partenza del torneo con la stessa innovazione tattica introdotta all'inizio della stagione precedente, ovvero l'uso dell'ala destra Paolo Rossi come centravanti in sostituzione del titolare Alessandro Vitali.
La stagione non era incominciata nel migliore dei modi per la squadra, che dopo cinque giornate aveva incassato solo tre punti (frutto di altrettanti pareggi e due sconfitte), tuttavia la svolta si ebbe a partire dall'incontro con l'Atalanta, che vide il ritorno di Franco Cerilli e il prepotente esordio del mediano Mario Guidetti, autore di una doppietta contro i bergamaschi.

Paolo Rossi si laureò miglior marcatore della Serie A 1977-1978, bissando il titolo cannonieri vinto la stagione precedente in Serie B, e diventando così il primo calciatore a conseguire tale "doppietta".

Di lì in poi la squadra inanellò una serie di risultati utili consecutivi (tra cui una clamorosa vittoria in casa contro la Roma, conclusasi con il risultato di 4-3 dopo che Ernesto Galli aveva parato all'ultimo minuto un rigore battuto da Di Bartolomei) che la portarono, alla dodicesima giornata, a un solo punto dalla vetta. Nel girone di ritorno il Lanerossi continuò nella sua serie positiva lottando contro Milan e Torino per il secondo posto: la clamorosa vittoria a Napoli per 4-1 assicurerà alla squadra il secondo posto, migliorando il record stabilito pochi anni prima dalla Lazio per quanto riguarda la miglior prestazione in campionato offerta da una neopromossa.
Al termine del campionato la squadra collezionò inoltre il record di miglior attacco della stagione: furono cinquanta i gol segnati, di cui poco meno della metà (24) da Paolo Rossi, il quale riuscì ad affermarsi in campo nazionale ottenendo addirittura la convocazione al campionato del mondo 1978. A parte Rossi, la squadra non era costituita da grandi nomi del calcio italiano: il conseguimento di questo risultato fu infatti reso possibile grazie al gioco corale adottato da Fabbri.

## Divise
Per la stagione 1977-1978 la divisa del Lanerossi Vicenza non subì particolari modifiche rimanendo quindi bianca con strisce rosse e colletto con scollo a "V". Calzoncini e calzettoni erano di colore bianco, ma talvolta potevano essere di colore rosso.
| Casa | Trasferta |

## Organigramma societario
Area direttiva
- Presidente: Giuseppe Farina
- Segretario: Gianni Gianotti

Area tecnica
- Direttore sportivo: Giovanni Ballico
- Allenatore: Giovan Battista Fabbri
- Allenatore in seconda: Giulio Savoini

Area sanitaria
- Medici sociali: Francesco Binda
- Massaggiatori: Vasco Casetto

## Rosa
| N. |                   | Ruolo | Calciatore           |
| -- | ----------------- | ----- | -------------------- |
|    | Italia (bandiera) | P     | Ernesto Galli        |
|    | Italia (bandiera) | P     | Graziano Piagnerelli |
|    | Italia (bandiera) | P     | Michelangelo Sulfaro |
|    | Italia (bandiera) | D     | Vito Callioni        |
|    | Italia (bandiera) | D     | Giorgio Carrera      |
|    | Italia (bandiera) | D     | Giuseppe Lelj        |
|    | Italia (bandiera) | D     | Luciano Marangon (I) |
|    | Italia (bandiera) | D     | Valeriano Prestanti  |
|    | Italia (bandiera) | D     | Roberto Stefanello   |
|    | Italia (bandiera) | C     | Franco Cerilli       |

| N. |                   | Ruolo | Calciatore                |
| -- | ----------------- | ----- | ------------------------- |
|    | Italia (bandiera) | C     | Renato Faloppa (capitano) |
|    | Italia (bandiera) | C     | Roberto Filippi           |
|    | Italia (bandiera) | C     | Mario Guidetti            |
|    | Italia (bandiera) | C     | Giovanni Lorini           |
|    | Italia (bandiera) | C     | Giancarlo Salvi           |
|    | Italia (bandiera) | C     | Paolo Rosi                |
|    | Italia (bandiera) | A     | Massimo Briaschi (I)      |
|    | Italia (bandiera) | A     | Paolo Rossi               |
|    | Italia (bandiera) | A     | Francesco Vincenzi        |

## Risultati

### Serie A

#### Girone di andata
| Verona 11 settembre 1977 1ª giornata | Verona           | 0 – 0 | Lanerossi Vicenza | Stadio Marcantonio Bentegodi\| Arbitro: \| Casarin (Milano) \| |
| Arbitro:                             | Casarin (Milano) |       |                   |                                                                |

| Arbitro: | Michelotti (Parma) |

|             |           |                             |
| Callioni 9’ | Marcatori | 20’ Scanziani 59’ Altobelli |

| Vicenza 25 settembre 1977 3ª giornata | Lanerossi Vicenza | 0 – 0 | Torino | Stadio Romeo Menti\| Arbitro: \| Bergamo (Livorno) \| |
| Arbitro:                              | Bergamo (Livorno) |       |        |                                                       |

| Arbitro: | Benedetti (Roma) |

|                               |           |                     |
| Turone 7’ A. Maldera 45’, 50’ | Marcatori | 59’ (rig.) P. Rossi |

| Arbitro: | Ciacci (Firenze) |

|                     |           |                |
| Zucchini 26’ (aut.) | Marcatori | 53’ Bertarelli |

| Arbitro: | Pieri (Genova) |

|                          |           |                                               |
| A. Rocca 32’, 70’ (rig.) | Marcatori | 38’, 51’ M. Guidetti 46’, 86’ (rig.) P. Rossi |

| Arbitro: | Gonella (Torino) |

|                            |           |                  |
| P. Rossi 22’ Prestanti 58’ | Marcatori | 53’ Garlaschelli |

| Arbitro: | Gussoni (Tradate) |

|                |           |                                  |
| Rossinelli 50’ | Marcatori | 4’, 89’ P. Rossi 38’ M. Guidetti |

| Arbitro: | Menicucci (Firenze) |

|                                                |           |                                             |
| Cerilli 4’ Faloppa 35’ P.Rossi 56’, 77’ (rig.) | Marcatori | 25’ Di Bartolomei 57’ Maggiora 79’ Casaroli |

| Arbitro: | Ciulli (Roma) |

|             |           |              |
| Delneri 45’ | Marcatori | 10’ G. Salvi |

| Arbitro: | Gonella (Torino) |

|                                   |           |  |
| M. Guidetti 16’ P. Rossi 74’, 86’ | Marcatori |  |

| Arbitro: | Gussoni (Tradate) |

|            |           |                                 |
| Pruzzo 85’ | Marcatori | 24’ (aut.) Arcoleo 73’ P. Rossi |

| Vicenza 8 gennaio 1978 13ª giornata | Lanerossi Vicenza | 0 – 0 | Napoli | Stadio Romeo Menti\| Arbitro: \| Menegali (Roma) \| |
| Arbitro:                            | Menegali (Roma)   |       |        |                                                     |

| Arbitro: | Menicucci (Firenze) |

|                   |           |                     |
| W. Speggiorin 45’ | Marcatori | 57’ (rig.) P. Rossi |

| Vicenza 22 gennaio 1978 15ª giornata | Lanerossi Vicenza  | 0 – 0 | Juventus | Stadio Romeo Menti\| Arbitro: \| Michelotti (Parma) \| |
| Arbitro:                             | Michelotti (Parma) |       |          |                                                        |

#### Girone di ritorno
| Arbitro: | Casarin (Milano) |

|               |           |  |
| Prestanti 78’ | Marcatori |  |

| Arbitro: | Ciacci (Firenze) |

|                          |           |  |
| Muraro 33’ Altobelli 68’ | Marcatori |  |

| Arbitro: | Menegali (Roma) |

|                              |           |                               |
| Lelj 13’ (aut.) Caporale 34’ | Marcatori | 18’ M. Briaschi 76’ Prestanti |

| Arbitro: | Gonella (Torino) |

|                 |           |          |
| M. Guidetti 42’ | Marcatori | 9’ Bigon |

| Arbitro: | Panzino (Catanzaro) |

|             |           |                       |
| Repetto 43’ | Marcatori | 69’ P. Rossi 78’ Lelj |

| Arbitro: | Paparesta (Bari) |

|                             |           |                                 |
| P. Rossi 57’ Mei 82’ (aut.) | Marcatori | 29’ Pircher 58’ (rig.) A. Scala |

| Arbitro: | Michelotti (Parma) |

|                  |           |                        |
| Garlaschelli 25’ | Marcatori | 22’, 66’, 74’ P. Rossi |

| Arbitro: | D'Elia (Salerno) |

|              |           |  |
| P. Rossi 50’ | Marcatori |  |

| Arbitro: | Gussoni (Tradate) |

|                      |           |                 |
| Prestanti 76’ (aut.) | Marcatori | 12’ M. Guidetti |

| Arbitro: | Prati (Parma) |

|                         |           |  |
| Faloppa 5’ P. Rossi 20’ | Marcatori |  |

| Arbitro: | F. Panzino (Catanzaro) |

|                                          |           |                                  |
| Nanni 18’ Chiodi 64’ Callioni 86’ (aut.) | Marcatori | 61’ Callioni 77’ (rig.) P. Rossi |

| Arbitro: | D'Elia (Salerno) |

|            |           |  |
| Filippi 8’ | Marcatori |  |

| Arbitro: | Reggiani (Bologna) |

|              |           |                                            |
| Vinazzani 6’ | Marcatori | 16’ Callioni 23’, 39’ Faloppa 81’ P. Rossi |

| Arbitro: | Lattanzi (Roma) |

|                                               |           |             |
| Ceccarini 32’ (aut.) P. Rossi 35’, 55’ (rig.) | Marcatori | 62’ Vannini |

| Arbitro: | Benedetti (Roma) |

|                                 |           |                                |
| Bettega 20’, 63’ Boninsegna 36’ | Marcatori | 25’ P. Rossi 40’ (aut.) Furino |

### Coppa Italia

#### Primo turno
| Arbitro: | Colasanti (Roma) |

|               |           |                   |
| Prestanti 65’ | Marcatori | 45’, 77’ Citterio |

| Arbitro: | Benedetti (Roma) |

|             |           |                      |
| Lombardi 9’ | Marcatori | 60’ Rosi 67’ Faloppa |

| Arbitro: | Pieri (Genova) |

|                         |           |                       |
| Borzoni 66’ Palanca 88’ | Marcatori | 69’ P. Rossi 89’ Rosi |

| Arbitro: | Gussoni (Tradate) |

|              |           |                           |
| P. Rossi 29’ | Marcatori | 10’ L. Pin 32’ G. Savoldi |

## Statistiche

### Statistiche di squadra
| Competizione | Punti | In casa | In casa | In casa | In casa | In casa | In casa | In trasferta | In trasferta | In trasferta | In trasferta | In trasferta | In trasferta | Totale | Totale | Totale | Totale | Totale | Totale | DR  |
| Competizione | Punti | G       | V       | N       | P       | Gf      | Gs      | G            | V            | N            | P            | Gf           | Gs           | G      | V      | N      | P      | Gf     | Gs     | DR  |
| ------------ | ----- | ------- | ------- | ------- | ------- | ------- | ------- | ------------ | ------------ | ------------ | ------------ | ------------ | ------------ | ------ | ------ | ------ | ------ | ------ | ------ | --- |
| Serie A      | 39    | 15      | 8       | 6       | 1       | 22      | 11      | 15           | 6            | 5            | 4            | 28           | 23           | 30     | 14     | 11     | 5      | 50     | 34     | +16 |
| Coppa Italia |       | 2       | 0       | 0       | 2       | 2       | 4       | 2            | 1            | 1            | 0            | 4            | 3            | 4      | 1      | 1      | 2      | 6      | 7      | -1  |
| Totale       |       | 17      | 8       | 6       | 3       | 24      | 15      | 17           | 7            | 6            | 4            | 32           | 26           | 34     | 15     | 12     | 7      | 56     | 41     | +15 |

### Statistiche dei giocatori[3]
| Giocatore       | Serie A  | Serie A | Serie A     | Serie A    | Coppa Italia | Coppa Italia | Coppa Italia | Coppa Italia | Totale   | Totale | Totale      | Totale     |
| Giocatore       | Presenze | Reti    | Ammonizioni | Espulsioni | Presenze     | Reti         | Ammonizioni  | Espulsioni   | Presenze | Reti   | Ammonizioni | Espulsioni |
| --------------- | -------- | ------- | ----------- | ---------- | ------------ | ------------ | ------------ | ------------ | -------- | ------ | ----------- | ---------- |
| M. Briaschi (I) | 8        | 1       | ?           | ?          | 4            | 0            | ?            | ?            | 12       | 1      | ?           | ?          |
| V. Callioni     | 24       | 3       | ?           | ?          | 3            | 0            | ?            | ?            | 27       | 3      | ?           | ?          |
| G. Carrera      | 30       | 0       | ?           | ?          | 4            | 0            | ?            | ?            | 34       | 0      | ?           | ?          |
| F. Cerilli      | 25       | 1       | ?           | ?          | -            | -            | -            | -            | 25       | 1      | 0+          | 0+         |
| D. Dolci        | -        | -       | -           | -          | 2            | 0            | ?            | ?            | 2        | 0      | 0+          | 0+         |
| L. Facchini     | -        | -       | -           | -          | 1            | 0            | ?            | ?            | 1        | 0      | 0+          | 0+         |
| R. Faloppa      | 28       | 4       | ?           | ?          | 4            | 1            | ?            | ?            | 32       | 5      | ?           | ?          |
| E. Galli        | 30       | -33     | ?           | ?          | 4            | -7           | ?            | ?            | 34       | -40    | ?           | ?          |
| G. Lelj         | 30       | 1       | ?           | ?          | 3            | 0            | ?            | ?            | 33       | 1      | ?           | ?          |
| G. Lorini       | 4        | 0       | ?           | ?          | 4            | 0            | ?            | ?            | 8        | 0      | ?           | ?          |
| A. Malisan      | -        | -       | -           | -          | 2            | 0            | ?            | ?            | 2        | 0      | 0+          | 0+         |
| L. Marangon (I) | 12       | 0       | ?           | ?          | -            | -            | -            | -            | 12       | 0      | 0+          | 0+         |
| G. Piagnerelli  | 2        | -1      | ?           | ?          | -            | -            | -            | -            | 2        | -1     | 0+          | 0+         |
| V. Prestanti    | 29       | 3       | ?           | ?          | 4            | 1            | ?            | ?            | 33       | 4      | ?           | ?          |
| P. Rosi         | 2        | 0       | ?           | ?          | 4            | 2            | ?            | ?            | 6        | 2      | ?           | ?          |
| P. Rossi        | 30       | 24      | ?           | ?          | 4            | 2            | ?            | ?            | 34       | 26     | ?           | ?          |
| G. Salvi        | 30       | 1       | ?           | ?          | 3            | 0            | ?            | ?            | 33       | 1      | ?           | ?          |
| M. Sandreani    | -        | -       | -           | -          | 3            | 0            | ?            | ?            | 3        | 0      | 0+          | 0+         |
| F. Vincenzi     | 18       | 0       | ?           | ?          | 1            | 0            | ?            | ?            | 19       | 0      | ?           | ?          |
| G. Ziviani      | -        | -       | -           | -          | 2            | 0            | ?            | ?            | 2        | 0      | 0+          | 0+         |